# Llengua zumaia
El zumaia és una llengua txadiana gairebé extinta que l'any 1987 tenia 25 parlants a la divisió Diamare del nord de Camerun i que s'agrupa, ensems amb el herdé, el marba, el massa, el mesme, el mussei, el ngete i el pévé, dins la branca de les llengües masses.